# Super Audio CD

Il logo SACD

Il Super Audio CD (SACD) è un tipo di disco ottico utilizzato per la distribuzione di audio digitale con la tecnologia di Direct Stream Digital (DSD). Presentato nel 1999 da Sony e Philips, dopo venti anni di produzione è rimasto un prodotto di nicchia per appassionati e con un limitato catalogo di titoli disponibili.

## Caratteristiche
Il Super Audio CD supporta audio in formato stereo e 5.1. Necessita di un lettore apposito per essere riprodotto. Può essere abbinato, in un supporto multistrato, ad un CD audio normale per creare un CD ibrido che può essere letto anche nei normali lettori CD.
La tecnologia usata (DSD) è diversa da quella normalmente utilizzata per gli altri supporti di audio digitale (PCM) e si basa sul concetto della modulazione delta. Dato che il SACD riproduce le forme d'onda originali con maggiore accuratezza, fornisce un'immagine del suono più definita e aderente al master originale di registrazione, con eccezionale realismo. La frequenza di campionamento è 64 volte più alta di quella del normale CD e la risposta in frequenza arriva fino a 100 kHz, la gamma dinamica fino a 120 dB.

## Lettori

Un Super Audio CD utilizza due strati e la lunghezza focale standardizzata dei lettori CD convenzionali per consentire a entrambi i tipi di lettore di leggere i dati

I lettori SACD, essendo ancora destinati ad un pubblico di audiofili hi-end, sono poco diffusi nelle grandi catene di distribuzione elettronica. Questi sono alcuni dei produttori HI-FI a livello mondiale che hanno in catalogo lettori SACD: Accuphase, Arcam, Denon, Harman Kardon, Marantz, McIntosh Laboratory, Naim, Onkyo, Philips, Pioneer, Primare, Classè, Rotel, Sigmatek, Sony, TEAC, Yamaha, Pro-Ject.
I primi modelli della console PlayStation 3 di Sony fabbricati e venduti fino ad esaurimento scorte nel primo anno di lancio hanno la possibilità di leggere tali dischi, caratteristica poi eliminata insieme ad altre, per abbattere il costo, nei modelli successivi.
Gli ultimi modelli di lettori Blu-ray di Sony, anche quelli più economici, però, sono in grado di leggere i SACD e decodificarne il contenuto via software e presentarlo alla connessione HDMI decompresso, creando compatibilità con un moderno amplificatore A/V non necessariamente dedicato, al contrario del sistema tradizionale che obbligava il lettore ad avere il DAC a bordo con conseguente aggravio di costi. In sunto, è possibile la riproduzione dei SACD anche con hardware relativamente modesto seppur non potendo apprezzarne a pieno la qualità (possibile solo con una catena analogica superiore).